# 悖论 (2016年电影)
《悖论》（英語：Paradox，又译《时间悖论》）是美国的一部低成本科幻动作片，由迈克尔·赫斯特担任编剧和导演。影片讲述一群年轻的科学家正在秘密研究时光旅行，其中一名成员使用时间机器（粒子加速器）成功穿越到一个小时之后，在他回来时却恳求他们赶快逃离实验室，并解释说在一个小时后，他们都会被他们当中的某一人杀死。

## 演员表
| 演员               | 角色                            | 介绍                                                                                                  |
| ------------------ | ------------------------------- | --- |
| 佐伊·贝尔          | 盖尔 Gale                       | 美国国家安全局安插在880项目的卧底，吉姆的女朋友，在880实验室被毁前拿到了光盘。                        |
| 佐伊·贝尔          | 麦克斯·戴夫林 Max Devlin        | 盖尔在880实验室被毁之后变性为男人，利用光盘内的资料成为了股票市场大亨，并在2029年将光盘交给兰道先生。 |
| 马利克·约巴        | 兰道先生 Mr. Landau             | 拿到光盘的兰道先生使用时间机器成功穿越到2007年并成立了880项目。                                       |
| 亚当·胡斯          | 吉姆 Jim                        | 在晚上11点穿越到一个小时后，发现除了盖尔之外其他成员全部死亡。身份是毕业于麻省理工的电脑工程师。      |
| 比约恩·亚历山大    | 李维斯·阿布里奇 Lewis Aberricki | 因发生车祸而成为坐轮椅的残疾人                                                                        |
| 布莱恩·弗拉克斯    | 威廉·韦什曼 William Wishman     | 又名比尔，富二代                                                                                      |
| 迈克尔·艾伦·米利甘 | 兰迪·弗雷克 Randy Fraker        | 天体物理学家                                                                                          |
| 史蒂夫·徐          | 范·朗恩 Van Lang                | 警卫                                                                                                  |

## 剧情
这一日白天，兰迪从880实验室出来后匆忙跑进保安室给880项目的出资人兰道先生打电话，警告兰道不要前往880实验室并必须取消时间穿越实验，否则参与880项目的所有人都会死。此刻，兰道正在看着2009年少年时的自己和母亲而没有接到兰迪的电话。于是，兰迪便给家里打电话，接电话的母亲不相信是儿子打来的电话，因为儿子正在家中洗澡，但是兰迪还没有打完电话便被神秘人物杀害。
这天晚上，吉姆、李维斯、盖尔、比尔（威廉·韦什曼）、兰迪等人在一座大楼附近会合，准备进行时间穿梭的实验。这些人在更衣间更换衣物时，闻到了一股刺鼻的臭味，但未引起人们的注意。880项目的出资人兰道先生决定派吉姆穿越时间到另一时刻的880实验室，吉姆到达了一个小时后的880实验室後，他惊恐地发现，除了盖尔其他人皆被神秘人物杀害，880实验室也被开启了自爆，吉姆带着午夜12点的摄像机急忙穿越回到现在。吉姆慌张地告诉众人一个小时后实验室将发生的一系列事件，力劝他们立即离开实验室。但在此之前，时间机器的启动导致全市大停电，并且实验室的通讯线路也被神秘人物切断，电梯和通讯设备均停止运行，众人无法离开实验室。他们已经被困在命定悖论的怪圈之中，无论他们作了何种努力，终究也躲不开死亡的命运……

## 評價
《悖論》整體獲得的評價以負面居多。《洛杉磯時報》的馬丁·蔡（Martin Tsai）給了該片負面的評價，他稱讚了佐伊·貝爾的表現，但也批評其劇本及導演方面都很糟糕，並在評論中寫道：「其時間之謎足以令人從笨拙的方向、明顯廉價的布景設計和俗氣的特效上分散注意力。」JoBlo網站的傑克·迪（Jake Dee）從滿分10分中給了該片5分的中庸評價，並在評論中寫道：「這部電影擁有一個非常令人欽佩的論點，不幸的是就像大多數時間旅行故事在微不足道的預算下創造的那樣，缺乏令人信服的執行力，最終只不過是個荒謬、腦袋錯亂的蠢材。」。
網站的對於《悖論》表示喜愛，他認為雖然該片不是最好的時間旅行故事，但對打發時間來說還算過得去。

## 相关电影
- 《超時空攔截》：2014年澳大利亚电影，影片讲述了主角因为穿越到过去阻止纽约大爆炸的发生而产生了命定悖论现象的故事。

## 注解
1. ↑  来自未来的兰迪
2. ↑  现在的兰迪
3. ↑  来自未来的兰迪被神秘人物杀害后，尸体被藏匿于此处
4. ↑  此时为午夜12点
5. ↑  盖尔则遭神秘人物绑架
6. ↑  李维斯在死亡前委托吉姆把摄像机带回一个小时前